# Alamania
Alamania punicea là một loài lan duy nhất trong chi Alamania.

## Hình ảnh

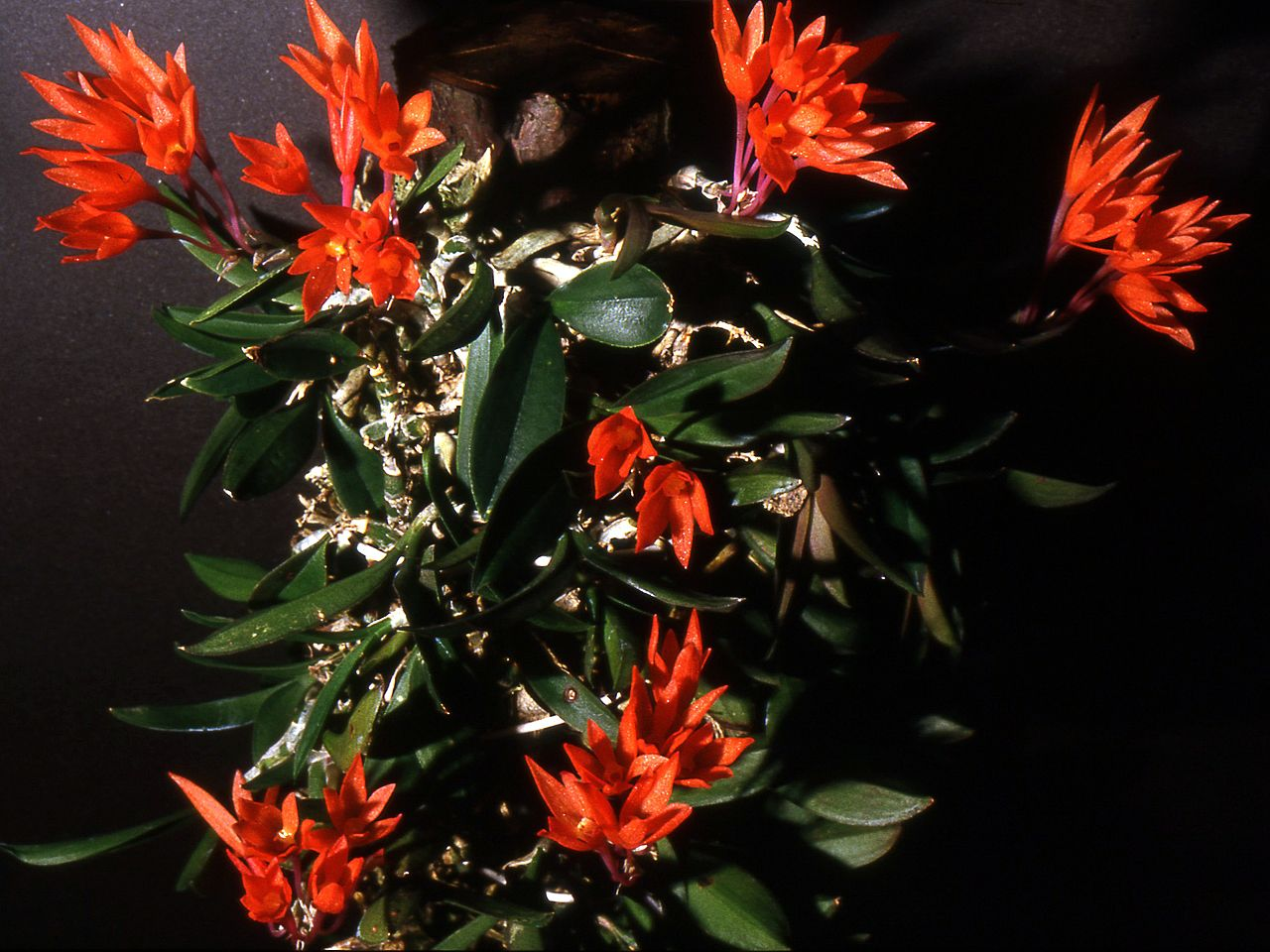